# Ehrlichia canis
Ehrlichia canis es una bacteria intracelular parásito obligado, que actúa como el agente causal de la ehrlichiosis, una enfermedad que afecta más comúnmente a las especies caninas. Este patógeno se encuentra presente en el norte de América (aunque es más prevalente en los estados del sur de Estados Unidos), Sudamérica, Asia, y África. Detectado en Estados Unidos por primera vez en 1935, E. canis emergió en 1963 y desde entonces ha sido hallado en los 48 estados contiguos.  Aunque se reporta primariamente en perros, E. canis también ha sido documentada en felinos y humanos, hacia donde es trasmitido principalmente por medio de la garrapata marrón del perro Rhipicephalus sanguineus.

## Ciclo de transmisión
La garrapata marrón del perro, Rhipicephalus sanguineus, actúa como el vector primario de transmisión de E. canis transfiriendo al patógeno entre diferentes anfitriones a medida que se va alimentando con sangre. Los perros, tanto los domésticos como los salvajes, actúan como reservorios para este patógeno y son los principales hospederos para las garrapatas marrones. Las garrapatas se convierten en portadoras del patógeno cuando se alimentan de la sangre de un perro infectado. Almacenadas en el intestino y glándulas salivales de una garrapata infectada, las E. canis son transferidas por medio de la saliva de las garrapatas portadoras a diferentes hospederos cuando se alimentan con sangre. Si la garrapata se infecta durante la etapa larval, retiene al patógeno durante los dos siguientes estadios de vida y puede inocular a diferentes hospederos mientras se alimenta de sangre, tanto en la etapa de ninfa, como en la etapa adulta. Esto se conoce como transmisión transestadial.
Debido a que el vector de E. canis usa a especies de cánidos como hospederos principales, es más común encontrar a esta bacteria asociada a perros, aunque se han reportado múltiples casos humanos. En los gatos, aunque raramente es posible encontrar anticuerpos contra E. canis implicando que ellos también podrían potencialmente contraer la infección.

## Patogénesis
E. canis es una bacteria pequeña, con forma de coco y un único cromosoma circular. Pequeña de tamaño, E. canis es más pequeña que otras especies del género Ehrlichia.
La pared celular de este organismo carece de peptidoglicanos y lipopolisacáridos que se encuentran presentes al menos en pequeñas cantidades en otras bacterias gram negativas, lo que se cree que contribuye con su habilidad a escapar de la respuesta inmune del hospedero. La falta de estos dos materiales reduce la rigidez de la pared celular permitiendo que la pared celular exterior sea dinámica lo que también facilita que las células de E. canis puedan evadirse de los anticuerpos del organismo hospedero.
Las células de E. canis carecen de estructuras internas complejas que permiten el metabolismo de azúcares y en cambio usan aminoácidos como fuente de energía.
Luego de la introducción al organismo hospedero, E. canis penetra en los monocitos y macrófagos. La infección puede dejar al hospedero asintomático durante meses, o se pueden manifestar varios signos clínicos mientras se desarrolla la Ehrlichiosis. Aunque se han reportado casos severos de Ehrlichiosis con un vínculo directo a E. canis, los signos clínicos más severos se encuentran más comúnmente asociados a una combinación de patógenos del género Ehrlichia.

## Diagnóstico y tratamiento
Los animales infectados con E. canis pueden experimentar una combinación de signos entre los que se incluyen (pero no se encuentran limitados a): fiebre, pérdida de peso, letargo, linfadenopatía, edema de los apéndices, descarga nasal y de los ojos, y convulsiones. Un indicador común de la presencia de E. canis es la observación de un hematocrito bajo, y se puede realizar un examen sanguíneo para determinar si hay mórulas presentes en leucocitos, lo que definitivamente diagnostica la infección. Debido a que este proceso es a menudo largo y tedioso, se puede hacer uso de la presencia de anticuerpos contra E. canis en sangre para diagnosticar definitivamente a una paciente. Estos anticuerpos típicamente aparecen dentro de los siete días post infección.
E. canis se trata por lo general por quimioprofilaxis con doxiciclina, una droga de receta que se utiliza en el tratamiento de las infecciones bacterianas. Si se toma antes de la etapa clínica, E. canis es curable casi completamente, pero la presencia prolongada de la bacteria conduce a hemorragias que típicamente desemboca en la muerte del paciente.
A pesar de que actualmente no existe una vacuna en el mercado para la erlichiosis causada por E. canis, se han hecho investigaciones extensas en el uso de una cepa atenuada de E. canis como medio de prevención para la infección con E. canis. Las pruebas preliminares han mostrado que este método podría ser efectivo ya que los signos clínicos y la presencia de bacterias E. canis se redujeron en los sujetos de prueba de la raza beagle, pero se requieren investigaciones adicionales antes de que la vacuna pueda ser comercializada.